# Wim Arras
Wim Arras (Lier, 7 februari 1964) is een voormalig Belgisch wielrenner. Hij was een pure rassprinter en reed voor PDM en voor Lotto. Hij was onder meer winnaar van Parijs-Brussel en leek klaar om zich te meten met de spurters van het internationaal peloton. Maar na een motorongeval werd zijn carrière abrupt afgebroken op zijn 26e.

## Palmares
1986
- 2e etappe Ruta del Sol
- 1e en 5e etappe Ronde van Zweden
- Evergem Sleidinge
- 2e etappe Ronde van Nederland
- 2e etappe Ronde van Catalonië
- Berlare

1987
- 8e etappe Ronde van Lloret de Mar
- GP Wielerrevue
- Ronde van Limburg
- 1e en 3e etappe Catalaanse Week
- Ronde van Made
- Ridderronde Maastricht
- Parijs-Brussel

1988
- Oostkamp
- 3e etappe Ronde van de Oise
- 2e etappe Parijs-Bourges
- 1e en 2e etappe Ronde van Nederland (=Profronde van Almelo)

1989
- GP van Bessèges
- 2e etappe Ster van Bessèges
- 2e en 6e etappe Vierdaagse van Duinkerke
- 2e etappe Tour d'Armorique
- Montréal

## Resultaten in voornaamste wedstrijden
| Jaar | Ronde van Italië | Ronde van Frankrijk | Ronde van Spanje |
| ---- | ---------------- | ------------------- | ---------------- |
| 1986 |                  | opgave              | opgave           |
| 1987 |                  |                     | opgave           |

| Jaar | Parijs-Brussel |
| ---- | -------------- |
| 1986 |                |
| 1987 | Goud           |